# Tveri légi katasztrófa
2023. augusztus 23-án Oroszországban, a Tveri területen lezuhant egy magánrepülőgép, amelynek utaslistáján Jevgenyij Prigozsin, valamint a Wagner-csoport második embere, Dmitrij Utkin is szerepelt. A szerencsétlenségnek nem volt túlélője. A hírt az oroszországi légügyi hatóság, a Roszaviacija is megerősítette. Másnap reggel a holttesteket azonosítás és törvényszéki orvosi vizsgálat céljából Tverbe szállították. Itt az áldozatokat előbb külső jegyek alapján, később pedig DNS-vizsgálattal is azonosították.

## Háttér
2023. június 23-án a Jevgenyij Prigozsin által vezetett orosz katonai magáncég, a Wagner-csoport rövid időre fellázadt az oroszországi katonai vezetés ellen. Prigozsin nyíltan szembeszállt Vlagyimir Putyin orosz elnök rendszerével, annak ellenére, hogy korábban prominens szövetségesként szerepelt. A lázadást tárgyalások útján oldották meg, ami lehetővé tette Prigozsin számára, hogy elkerülje a büntetést; az elemzők ezt követően úgy tekintettek rá, mint egy „sétáló halott emberre”. A baleset napján Prigozsin a jelentések szerint éppen egy afrikai útról tért vissza.
2019-ben Prigozsinról tévesen azt jelentették, hogy egy An–72-es szállító repülőgép lezuhanásakor meghalt a Kongói Demokratikus Köztársaságban, majd három nappal később újra felbukkant.

### Repülőgép
A balesetben érintett Embraer Legacy 600-as repülőgépet 2007-ben gyártotta a brazil Embraer repülőgépgyártó. Korábban M-SAAN néven volt bejegyezve a Man-szigeten, és eredetileg az Autolex Transport tulajdonában volt. A repülőgépet állítólag Prigozsin vásárolta meg 2018-ban, majd 2019-ben megtiltották neki az Amerikai Egyesült Államokba való belépést az Egyesült Államok pénzügyminisztériuma által Prigozsin ellen a 2016-os amerikai választásokba való orosz beavatkozásban való részvételét követően bevezetett szankciók részeként. A pénzügyminisztérium által felsorolt repülőgép-azonosító kódok megegyeztek a lezuhant repülőgép RA-02795 lajstromszámú, az orosz repülőgép-nyilvántartásban szereplő azonosítójával. A repülőgépről azt is feltételezték, hogy a Wagner-csoport lázadása után Prigozsin Fehéroroszországba szállította. Az orosz Szövetségi Légi Szállítási Ügynökség szerint a repülőgép tulajdonosa az MNT-Aero LLC vállalati szállítmányozási cég volt.
A repülőgép állapotával kapcsolatos kérdésre az Embraer azt válaszolta, hogy 2019 óta nem nyújt támogatási szolgáltatásokat a repülőgéphez, a szankciók betartására hivatkozva. A baleset volt a második Embraer Legacy 600-as repülőgépet érintő incidens: Egy Legacy gép 2006-ban, Brazíliában a Gol Transportes Aéreos légitársaság Boeing 737-es utasszállító gépével ütközött össze a levegőben. Az Embraer sikeresen leszállt, utasai nem sérültek meg, azonban a Boeing lezuhant, és a fedélzetén tartózkodó 154 ember meghalt. Az esetet később emberi és kommunikációs hibáknak tulajdonították.

## Az incidens
A Flightradar24 adatai szerint a járat 15:00 (UTC)-kor már a levegőben volt. Körülbelül 15:11-re elérte a 28 000 láb (8500 m) magasságot. A repülőgép 15:19-ig tartotta ezt a magasságot, amikor 30 100 lábra (9200 m) emelkedett. Ezt követően körülbelül 27 500 láb (8400 m) magasságig ereszkedett, majd ismét felemelkedett 29 300 láb (8900 m) magasságig. 15:20:14-kor, amikor az adatátvitel megszűnt, a repülőgép 19 725 lábra (6012 m) süllyedt. A repülőgép a Tveri területen, Kuzsenkino falu közelében zuhant le, mintegy 100 kilométerre északra a moszkvai indulási helyétől. Az esetről készült videofelvételeken gőzcsík, fehér füstpamacs, majd a becsapódás előtt a szabadon zuhanó repülőgépet látjuk. Úgy tűnt, hogy a repülőgépből hiányzik a farok egy része és az egyik szárnya. Szakértők szerint a nagy törmelékmező - a törzset mintegy 3 kilométerre találták meg a géptörzstől és egy harmadik jelentős törmelékhelytől - arra utal, hogy a repülőgép katasztrofális szerkezeti meghibásodást szenvedett, amelyet nem lehetett egyszerű mechanikai problémával magyarázni. A bal szárnyat 3 kilométerre találták meg attól a helytől, ahonnan a repülőgép fő része lezuhant.
Az első bizonyítékok arra utaltak, hogy vagy egy bomba robbant a repülőgépben, vagy egy föld-levegő rakéta (SAM) találta el. A Wagner-csoporthoz kapcsolódó, Szürke Zóna nevű Telegram-csatorna arról számolt be, hogy a repülőgépet az orosz légvédelem lőtte le. A csatorna azt állította, hogy a lezuhanás helyszínének közelében élő helyi lakosok két különböző hangos zajt hallottak az incidens előtt, és két gőzcsíkot figyeltek meg. Emellett az orosz kormány egyik forrása azt mondta a The Moscow Timesnak, hogy a lezuhanás lehetőségét fontolóra vették, mivel a lezuhanás helyszíne közel van Vlagyimir Putyin valdai rezidenciájához. Ezen a területen több hadosztálynyi SZ–300-as rakétarendszer állomásozott, a közeli Hotilovo és Migalovo légibázisok pedig Pancir–SZ1 rendszerekkel voltak felszerelve. A Meduza elvetette a SAM-csapás lehetőségét, mondván, hogy a jelentett kettős kipufogónyomok és robbanások arra utalnak, hogy két rakétát lőttek ki, ami egy általános légvédelmi taktika, amely a találatot hivatott garantálni; azonban a Flightradar24 adatai szerint a repülőgép túl magasan repült ahhoz, hogy egy rövid hatótávolságú hordozható légvédelmi rendszer eltalálja, míg egy erősebb, közepes hatótávolságú SAM – és különösen kettő – találata sokkal súlyosabb és könnyen azonosítható károkat okozna. Az amerikai hírszerzés szerint szándékos robbanás okozta a repülőgép lezuhanását, míg a SAM-ek használatáról szóló jelentések pontatlanok voltak.

## Utasok és személyzet

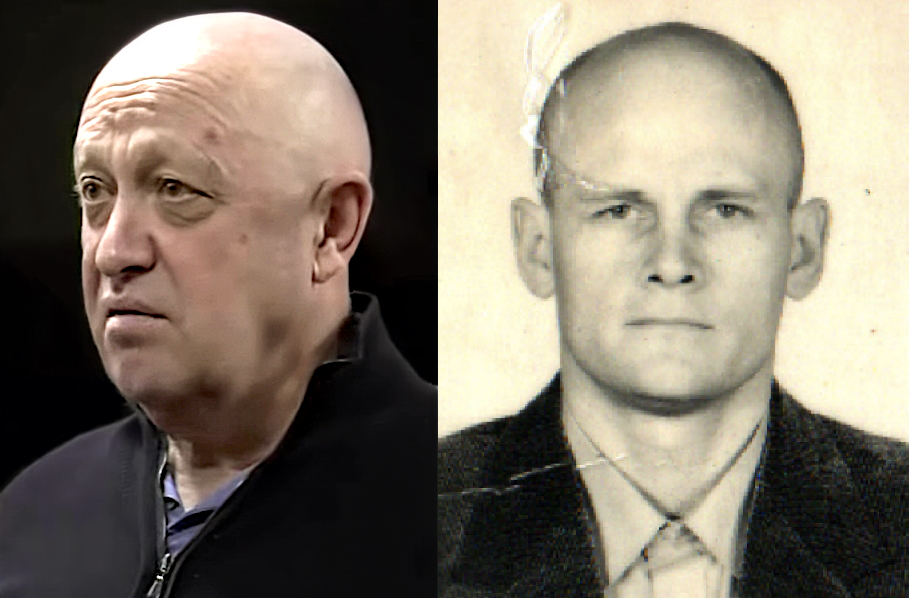
Jevgenyij Prigozsin (balra) és Dmitrij Utkin (jobbra) a jelentések szerint a balesetben meghaltak között van

Az Orosz Szövetségi Légi Szállítási Ügynökség által kiadott utaslista szerint a gépen tíz ember tartózkodott, köztük hét utas és három személyzeti tag.
Az utasok között voltak:
- Jevgenyij Prigozsin, a Wagner-csoport alapítója;[28]
- Dmitrij Utkin, a Wagner-csoport társalapítója és katonai műveleti vezetője;[28]
- Valerij Csekalov, a Wagner-csoport biztonsági és külföldi logisztikai vezetője;[28]
- Két Wagner-veterán;[28]
- Prigozsin két testőre.[28]

A személyzet egy pilótából, egy másodpilótából és egy légiutas-kísérőből állt.

## Vizsgálat
A balesetet követően mind a tíz ember maradványait megtalálták és további vizsgálatok céljából egy tveri hullaházba szállították. A többi biológiai anyagot Moszkvába szállították. Az áldozatok vizuális azonosítását a sérülések mértéke akadályozta, a holttesteket elszenesedettnek és szétroncsoltnak írták le.
A rendkívüli helyzetek minisztériuma vizsgálatot indított az eset ügyében. Emellett a hatóságok „büntetőeljárást indítottak a közlekedésbiztonság és a légi közlekedés szabályainak megsértése miatt”. A jelentések szerint a Tveri terület kormányzóját, Igor Rudenyát bízták meg a nyomozással.
Patrick Ryder amerikai dandártábornok, a Pentagon sajtószóvivője szerint  szerint Prigozsin „valószínűleg” meghalt a balesetben. Azt is mondta, hogy a Pentagonnak nincs bizonyítéka arra, hogy a Prigozsint szállító repülőgép föld-levegő rakéta miatt zuhant volna le, és ezt hamis információnak nevezte.

## Hatás a Wagner-csoportra
A baleset feltehetően kiirtotta a Wagner legfelsőbb vezetését, nevezetesen Prigozsin és Utkin, valamint Valerij Csekalov, a Wagner-csoport tengerentúli logisztikájának vezetője és két kulcsfontosságú hadnagya veszett oda. Az incidenst követően az Ukrán Nemzeti Ellenállási Központ arról számolt be, hogy a Wagner személyzetéből és járműveiből álló konvojokat láttak a fehéroroszországi bázisukról az orosz határ felé tartva, és a fehérorosz különleges műveleti erők megpróbálták feltartóztatni őket.

## Reakciók

### Belföldi
A Vremja, az állami irányítás alatt álló Egyes Csatorna hírműsorának a katasztrófáról szóló tudósítása egy 30 másodperces riportra korlátozódott az esti kiadásban. Más állami médiumok is visszafogottan számoltak be az incidensről, a hivatalos verzió szerint „a repülésbiztonsági eljárások megsértése” miatt történt a baleset. A szentpétervári Wagner Központban virágokat és gyertyákat helyeztek el egy kegyhelyen, és az épület ablakai kereszt alakban világítottak. A Wagner-csoporthoz kapcsolódó Telegram-csatorna, a Szürke Zóna hősnek és hazafinak nyilvánította Prigozsint, aki szerinte ismeretlenek kezétől halt meg, akiket „Oroszország árulóinak” nevezett.
A balesetről nem érkezett azonnali kommentár sem a Kreml, sem Putyin részéről, aki a kurszki csata 80. évfordulójára emlékező rendezvényen vett részt, amikor az incidens híre napvilágot látott. Prigozsin sajtótitkára nem kívánt nyilatkozni az esetről. Augusztus 24-én Putyin nyilatkozatot adott ki, amelyben Prigozsint „bonyolult sorsú embernek” nevezte, hozzátéve, hogy „súlyos hibákat követett el az életben, de szükséges eredményeket is elért”. Részvétét fejezte ki az áldozatoknak is, akiket Wagner-alkalmazottaknak nevezett.
A Kreml propagandistája és az RT főszerkesztője, Margarita Szimonjan azt mondta, hogy „a legkézenfekvőbb” verzió felé hajlik, és szintén szándékos lezuhanásra utalt. Egy másik propagandista, a Rosszija-24 műsorvezetője, Vlagyimir Szolovjov azzal vádolta Ukrajnát és szövetségeseit, hogy hamis híreket terjesztettek Prigozsin haláláról, de később visszavonta kijelentéseit. Egy újságíró a dél-afrikai BRICS-csúcs margóján kérte a reakcióját, Szergej Lavrov külügyminiszter azonban nem volt hajlandó kommentálni, és durván elutasította.
Alekszej Venyegyiktov, az Eho Moszkvi rádióállomás korábbi vezetője által végzett felmérés szerint a megkérdezettek 60%-a úgy vélte, hogy Prigozsin gépét vagy lelőtték, vagy felrobbantották a fedélzeten, 17% pedig úgy vélte, hogy megrendezte saját halálát. Mindössze 1% gondolta úgy, hogy a repülőgép lezuhanása véletlen volt.
A baleset párhuzamot vont hasonló légi katasztrófákkal, amelyek Putyin kritikusainak és politikai riválisainak halálát okozták, beleértve Artyom Borovik oknyomozó újságíróét 2000-ben és Alekszandr Lebegy politikusét 2002-ben.

### Nemzetközi
A Prigozsin nyilvánvaló halálhírére reagálva Joe Biden elnök és Adrienne Watson, az Amerikai Egyesült Államok Nemzetbiztonsági Tanácsának szóvivője egyaránt kijelentette, hogy az incidens nem okozott meglepetést. Amikor a felelősségre vonásról kérdezték, Biden hozzátette: „Nem sok olyan dolog történik Oroszországban, ami mögött ne Putyin állna, de nem tudok eleget ahhoz, hogy tudjam a választ.” William J. Burns, a CIA igazgatója megjegyezte, hogy „a bosszú egy olyan étel, amit Putyin inkább hidegen tálal”.
Mihajlo Podoljak, Volodimir Zelenszkij ukrán elnök tanácsadója Prigozsin nyilvánvaló halálát „demonstratív likvidálásnak” és Putyin jelének nevezte az orosz elit számára a hűtlenség ellen a 2024-es elnökválasztás előtt, hozzátéve, hogy „Putyin nem bocsátja meg senkinek a saját bestiális terrorját”. Zelenszkij maga tagadta Ukrajna érintettségét a balesetben, de azt mondta, hogy „mindenki érti”, ki tette.
Kaja Kallas észt miniszterelnök a balesetet emlékeztetőnek nevezte arra, hogy Putyin képes az ellenfelek kiiktatására és a másként gondolkodók elriasztására, míg Zbigniew Rau lengyel külügyminiszter azt mondta, hogy azok, akik Putyin hatalmát veszélyeztetik, „nem halnak meg természetesen”, és erős kétségeit fejezte ki, hogy a baleset véletlen volt-e. A francia kormány „észszerű kétségeit” fejezte ki a baleset okát illetően, és hozzátette, hogy Prigozsin „az az ember, aki Putyin piszkos munkáját végezte” és „tömegsírokat” hagyott maga után Afrikában, Ukrajnában és Oroszországban.
A Wall Street Journal (WSJ) amerikai lap 2023 decemberében titkosszolgálati információkra hivatkozva azt írta, hogy a katasztrófát a repülőgép szárnya alá rejtett kisméretű bomba okozta, és a merényletet Nyikolaj Patrusev, az FSZB korábbi főnöke szervezte, aki akkoriban a Kreml biztonsági tanácsának titkára volt. Dmitrij Peszkov, a Kreml szóvivője szerint a WSJ előszeretettel közöl ponyvairodalmat.